# Nové Sedlo (ort i Tjeckien, Ústí nad Labem)
Nové Sedlo är en ort i Tjeckien.   Den ligger i regionen Ústí nad Labem, i den nordvästra delen av landet, 70 km väster om huvudstaden Prag. Nové Sedlo ligger 223 meter över havet och antalet invånare är 549.
Terrängen runt Nové Sedlo är huvudsakligen platt. Nové Sedlo ligger nere i en dal. Runt Nové Sedlo är det ganska glesbefolkat, med 34 invånare per kvadratkilometer. Närmaste större samhälle är Žatec, 5,2 km öster om Nové Sedlo. Trakten runt Nové Sedlo består till största delen av jordbruksmark.